# Turdus poliocephalus
Turdus poliocephalus е вид птица от семейство Turdidae.

## Разпространение
Видът е разпространен във Вануату, Индонезия, Източен Тимор, Китай, Малайзия, Нова Каледония, Остров Рождество, Папуа Нова Гвинея, Самоа, Соломоновите острови, Фиджи и Филипините.